# Samuel Zoch
Zoch Sámuel (Cseri, 1882. december 18. - Pozsony, 1928. január 4.) modori szlovák evangélikus pap, Pozsony vármegyei csehszlovák főispán, politikus.

## Élete
Stanislav Zoch evangélikus tanító családjában született. A család a szlovák értelmiséghez tartozott, nagybátyja a nagyrőcei gimnázium tanára volt. Besztercebányán és Sopronban végezte iskoláit. 1918-ban az első szlovák nemzetgyűlés tagja lett. A csehszlovák államfordulat során az adminisztráció békés átvételében és Pozsony fővárossá tételében voltak érdemei. A turócszentmártoni nyilatkozat társszerzője, melyet a modori plébániáján fogalmaztak meg.
1919-1922 között a szlovákiai evangélikus egyház adminisztrátora, majd 1922-től az első szlovák püspökök egyike. 1925-ben az Agrárpárt színeiben megválasztották a prágai nemzetgyűlés képviselőjévé. Agyvérzés következtében hunyt el. Modorban nyugszik.
Állítólag Zichy József írásban elismerte Zoch főispán és a csehszlovák kormány hatalmát.

## Művei
- 1908 Dvé kázání Samuela Zocha
- 1909 O význame nášho sirotinca pre náš náboženský život
- 1910 Adventné výklady. Liptovský Mikuláš
- 1922 Poď za mnou. Liptovský Mikuláš
- 1925 Pán blízko. Liptovský Mikuláš
- 1926 Kázne nedeľné a sviatočné